# Barbaraberg

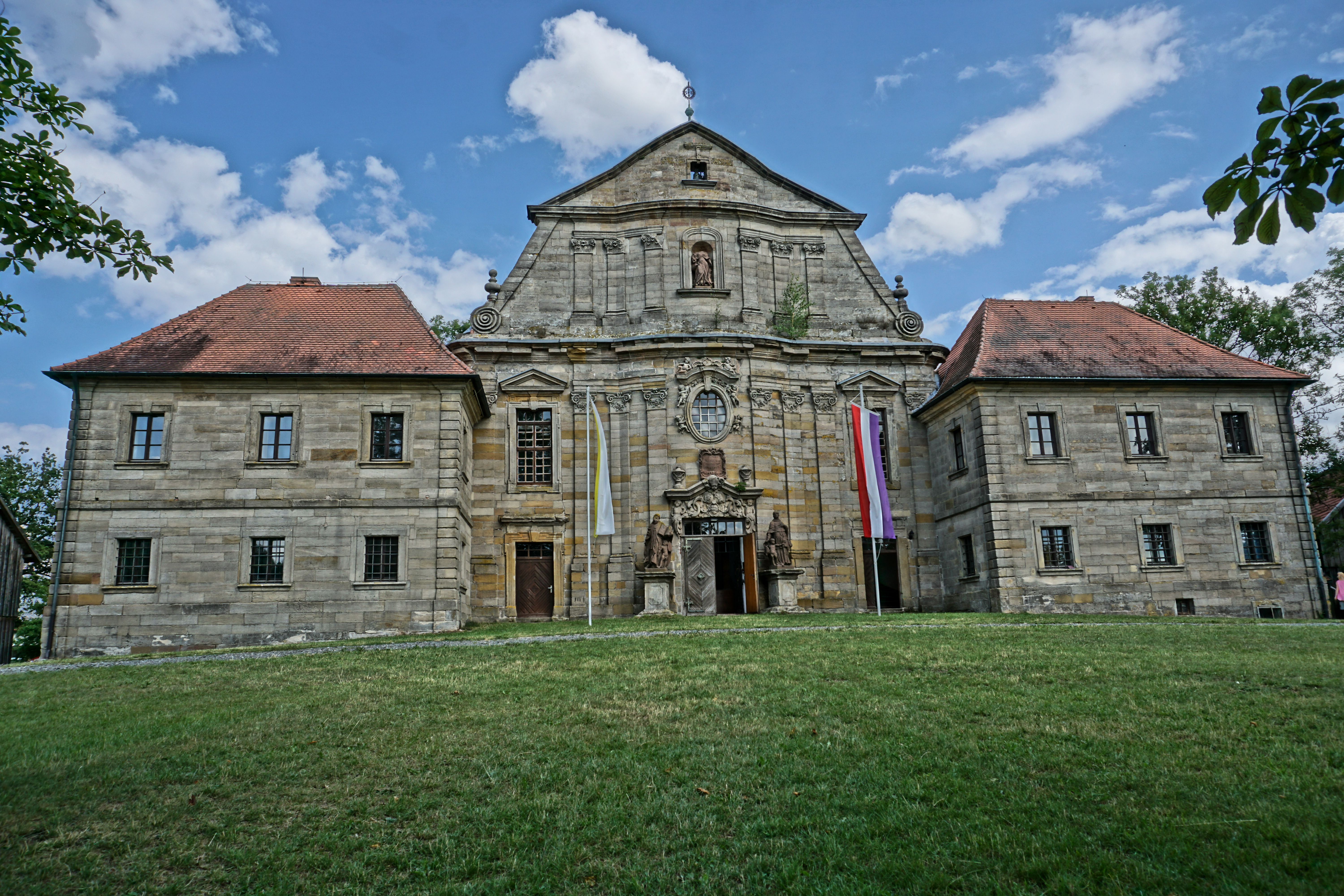
Barockfassade der ehemaligen Wallfahrtskirche St. Barbara über der Einmündung des Kreuzwegs

Der Barbaraberg mit einer Kreuzweganlage und den Resten der ehemaligen Wallfahrtskirche St. Barbara gehört zum zwei Kilometer südwestlich gelegenen Kloster Speinshart im Oberpfälzer Landkreis Neustadt an der Waldnaab. Barbaraberg ist zugleich der amtliche Name eines Ortsteils eines Dorfes, das zur Gemeinde Speinshart im Oberpfälzer Landkreis Neustadt an der Waldnaab gehört.

## Geschichte

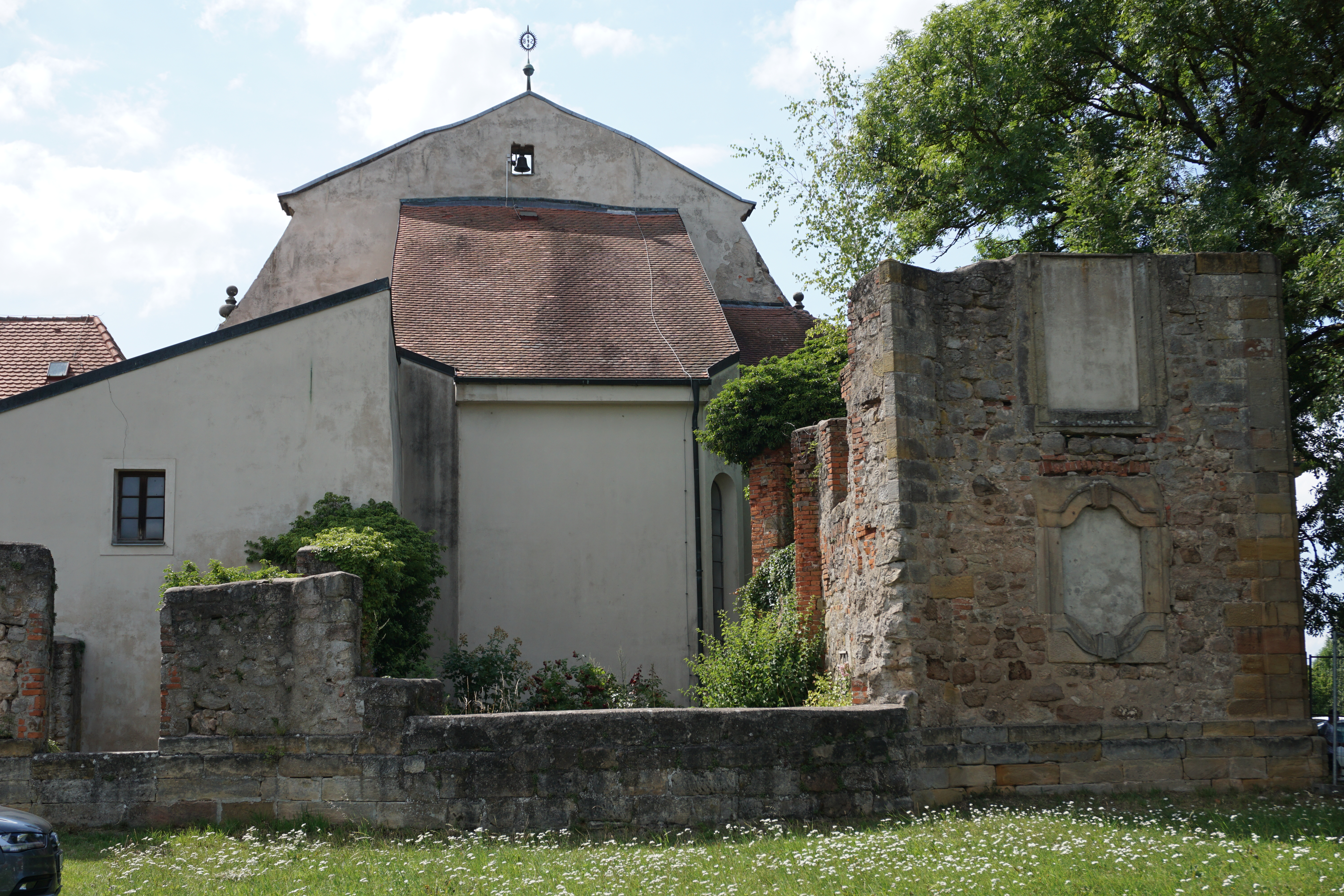
Mauerreste der früheren Kirche im Vordergrund

Auf dem Barbaraberg finden sich Siedlungsspuren aus vorgeschichtlicher Zeit. In vorchristlicher Zeit lag hier ein slawischer Friedhof mit 161 dokumentierten Gräbern. Die Nekropole wurde 1972 bei Ausgrabungen in der Flednitz entdeckt.
Archäologisch gesichert ist eine romanische Saalkirche aus der Zeit um 1000. Es wird berichtet, dass bereits Ende des 14. Jahrhunderts Wallfahrten zum „Kirchl der heiligen Barbara“ und zu dem aus Holz geschnitzten Bild der hl. Barbara stattfanden. 1508 ist eine „capella sancte Barbare in monte“ urkundlich belegt. In  der Zeit der Reformation wurden diese Wallfahrten verboten und nach der Aufhebung des Klosters Speinshart im Jahre 1556 setzte ein Verfall der Kapelle ein. 1661 wurde auf Betreiben des Kemnather Pfarrers Balthasar Grosch die Kapelle wieder aufgebaut und mit dem Gnadenbild geschmückt, das man in einem Stall vergraben wiedergefunden hatte. Das Kloster Speinshart sorgte für den Gottesdienst und die Wallfahrten wurden neu belebt.
Unter dem Abt Dominikus I. von Lieblein wurde hier zwischen 1741 und 1756 zu Ehren der hl. Barbara eine Kirche im Stil des Rokoko erbaut. Die Weihe wurde am 26. August 1756 durch den Regensburger Weihbischof Freiherrn von Stingelheim vorgenommen. Dieser stiftete auch eine Reliquie der heiligen Barbara. Der Plan für das Gebäude stammte von dem Speinsharter Prämonstratenserchorherrn Hugo Strauß. Dieser hatte an der Universität Prag Architektur studiert. Das Kirchengebäude war kreuzförmig angelegt und besaß fünf Altäre. An den Ecken der Kreuzesarme waren doppelgeschossige Nebenräume, die als Oratorien genutzt wurden. Das Tonnengewölbe des Mittelschiffs war mit Bildern aus dem Leben der heiligen Barbara ausgeschmückt. Über dem Eingang zur Kirche befindet sich das Wappen des Abtes Dominikus von Lieblein. Das Ensemble wurde auch als Sommerresidenz des Klosters verwendet. Die Wallfahrten zum Barbaraberg wurden wieder aufgenommen und 1760 wurde sogar eine Barbaraberg-Gebetsbruderschaft gegründet.
Im Zuge der Säkularisation wurde 1803 auch die Barbarakirche geschlossen und verkauft. Das Gnadenbild und die Barbarareliquien verblieben am Ort, die übrige Einrichtung wurde an andere Pfarreien verkauft. So erhielt die Kirche in Erbendorf zwei Altäre, ein weiterer Altar ging nach Kirchendemenreuth und die Kanzel nach Parkstein. Das ganze Ensemble mit Sommerresidenz und dem dort befindlichen Berghof wurde an den preußischen Oberst Johann Konrad Freiherrn von Malsen für 13.243 fl verkauft. Der Kirchenraum wurde in eine Scheune umgewandelt. Der Hochaltar wurde unter von Malsen an die Kirche in Bärnau verkauft. Wegen der Schäden am Dach wurden 1888 die Vierungskuppel und der Innenbereich abgerissen. 1914 wurde die Kirche durch einen Blitzeinschlag zum Teil eingeäschert. Daran erinnert noch die Barbara-Statue im Giebel der Fassade, die seitdem kopflos ist.
1919 erwarb der Münchener Domkapitular Dr. Michael Hartig die Überreste und ließ eine kleine Kapelle errichten, die 1921 geweiht wurde. Ursprünglich wollte er hier ein Erholungsheim für die Diözesanpriester von München errichten. Der für diesen Zweck gegründete Verein löste sich jedoch 1929 auf. Daraufhin schenkte er die Baulichkeiten dem Kloster Speinshart, in dessen Besitz sie bis heute sind. Das Gebäude ist kirchenrechtlich eine „Privatkapelle im Eigentum des Klosters“.
1976/77 erfolgte eine Außensanierung, von 1992 bis 1994 schloss sich die Innenrestaurierung an. Von der Kirche ist die noch immer prächtige Schaufassade übrig, rechts und links davon sind Gebäude, die früher für die Übernachtung der Klosterangehörigen und später landwirtschaftlichen Zwecken dienten. Spärliche Mauerreste der früheren Kirche sind noch erhalten.